# Альтгаузен, Лев Осипович
Лев Осипович Альтгаузен (1911 — после 1985) — деятель органов государственной безопасности, младший лейтенант государственной безопасности.

## Биография
Родился в еврейской семье, беспартийный. Служил в органах государственной безопасности Дальневосточного края, в качестве оперативника участвовал в операции советской разведки «Маки-Мираж». До ареста был временно исполняющим должность начальника отделения особого отдела 1-й отдельной Краснознамённой армии. Использовал незаконные методы дознания и подлога материалов следствия, в частности к арестованным военному прокурору войск НКВД Камчатской области Ю. В. Баранову, младшему врачу 110-й авиационной бригады А. П. Тарноруцкому, и другим.
Арестован 15 мая 1939 особым отделом ГУГБ НКВД СССР по статьям 58-1А, 58-11, 193-17 п. «а» УК РСФСР. Осуждён 16 марта 1940 военным трибуналом войск НКВД Хабаровского округа по статье 193-17 п. «а» УК РСФСР на 10 лет ИТЛ за нарушения социалистической законности, незаконные аресты, фальсификацию уголовных дел и пытки над арестованными. Постановлением ПВС СССР от 15 июля 1942 исполнение приговора отсрочено до окончания военных действий, в апреле 1944 направлен на фронт. Служил красноармейцем 9-й отдельной роты ОКР «СМЕРШ» 5-й армии. В реабилитации отказано, поскольку был осуждён за реально совершённые преступления, а не по политическим мотивам (действие Закона РСФСР от 18 октября 1991 № 1761-I «О реабилитации жертв политических репрессий» на него не распространяется).

### Звания
- младший лейтенант государственной безопасности, 27 июня 1936;[4]
- красноармеец, 1944;
- рядовой, 1945.
- старшина, 1945.

### Награды
- орден Красной Звезды, 25 октября 1938 (лишён 24 января 1941);[5][6]
- орден Красной Звезды, 25 апреля 1945.[7]
- орден Красной Звезды, 24 сентября 1945;[8]
- орден Отечественной войны II степени, 28 сентября 1945;[9]
- орден Отечественной войны II степени, 6 апреля 1985;
- медали.